# Piętnowanie

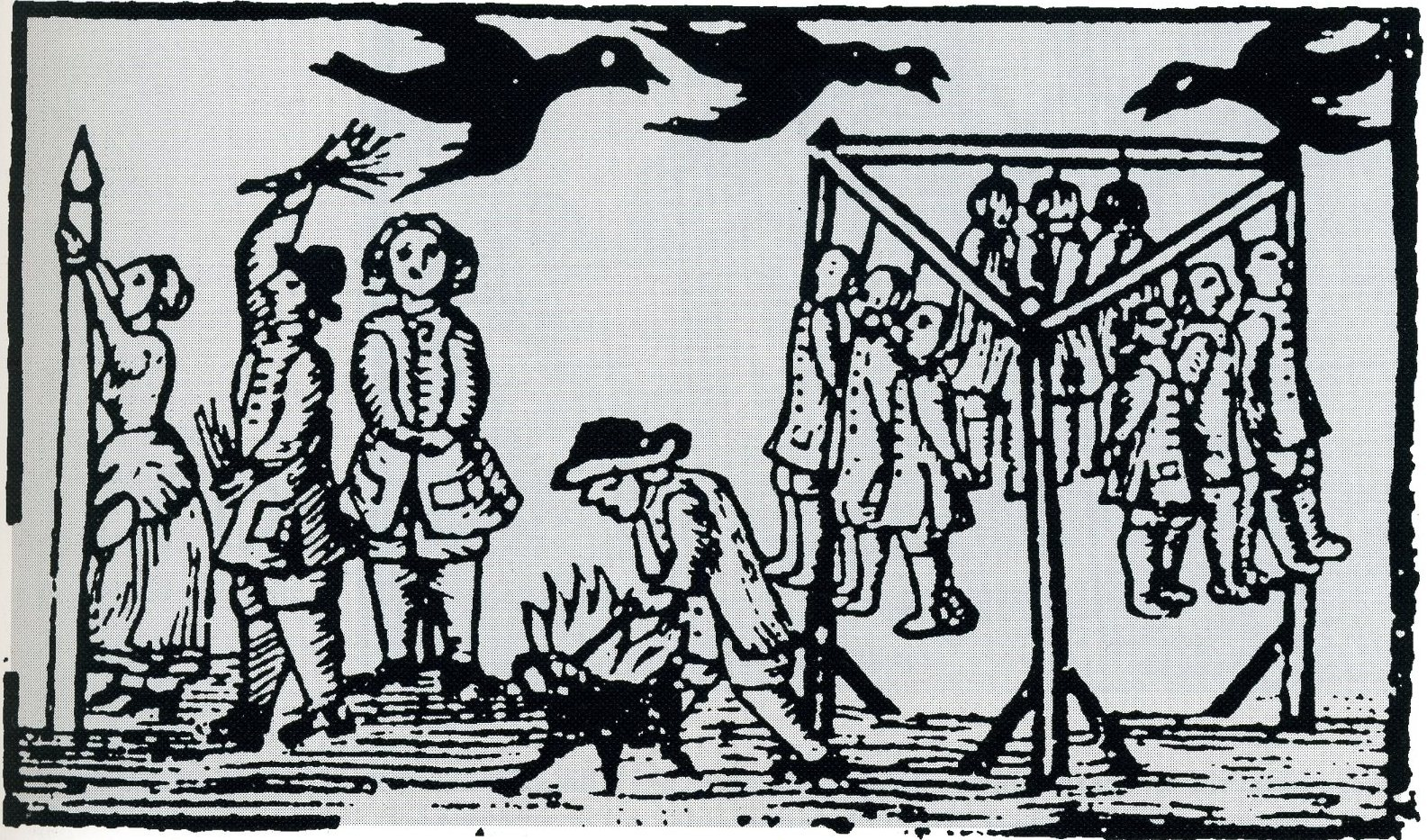
Przygotowanie do piętnowania

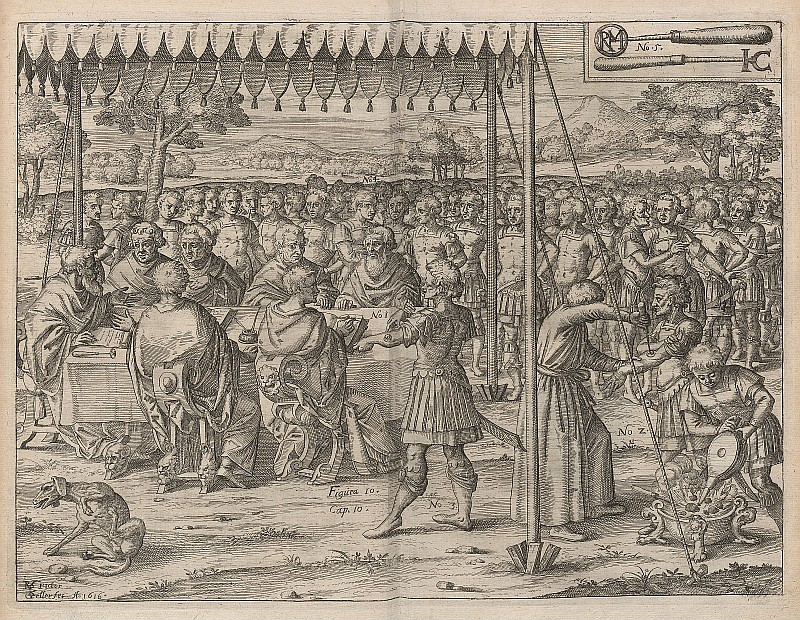
Z prawej strony: scena piętnowania

Piętnowanie – wypalenie rozgrzanym do czerwoności metalem znaków na ciele skazanego lub niewolnika w celu jego późniejszego rozpoznania, czasem także jako obrzęd przejścia lub dobrowolnie – jako symbol przynależności lub z innych powodów. Jako kara stosowane powszechnie w sądownictwie w okresie średniowiecza, ale wykonywane jeszcze i w XIX wieku. W Anglii zostało usunięte z Kodeksu Karnego w 1829 roku, natomiast w wojsku zaprzestano jej stosowania dopiero w 1879 roku. Współcześnie do piętnowania (które dalej jest praktykowane, ale nie jako kara) można używać także innych metod niż przypalanie metalem, np. można zastosować elektrokauter.
Piętnowanie było obrzędem przejścia w wielu kulturach. Dodatkowo, w niektórych kulturach piętnowanie jest wykonywane w celach duchowych – znoszenie bólu jest rozumiane jako sposób na przejście w wyższy stan świadomości. Obecnie niektórzy ludzie decydują się na piętnowanie aby zasygnalizować przynależność do określonej grupy albo z innych powodów społecznych, politycznych lub religijnych, a także w ramach modyfikacji ciała.
Do jej wykonania używano metalowych pieczęci, w średniowieczu zazwyczaj w kształcie krzyża, jednak każde miasto miało swój znak. Na karę tę skazywano najczęściej kobiety, które uprawiały nierząd w mieście innym niż miejsce zamieszkania (w owych czasach również funkcjonowały tzw. domy publiczne), wygnańców oraz osoby, które dopuściły się profanacji kościoła (stąd znak krzyża). Pieczęć wypalano najczęściej na policzku lub czole, aby każdy mógł widzieć, że dana osoba jest winna.
Starożytni Rzymianie wypalali zbiegłym niewolnikom litery "FVG", co było skrótem od fugitivus, czyli zbieg. W 1637 roku adwokat angielski William Prynne za publikowanie pism atakujących biskupów Kościoła anglikańskiego został skazany na dożywocie oraz napiętnowanie. Na policzkach wypalono mu litery SL, był to skrót od określenia schismatic libeller (zdradziecki oszczerca). We Francji w 1785 roku kobiecie która dokonała kradzieży wypalono literę V od słowa voleuse (złodziejka). W 1829 roku Aleksandrowi Leightonowi oskarżonemu o rozpowszechnianie książki atakującej m.in. króla i duchowieństwo wypalono na policzkach litery SS będące skrótem od określenia sower of sedition (siewca wywrotowych poglądów). 
W koloniach brytyjskich w XVIII wieku piętnowanie było stosowane jako sposób oznaczenia przynależności niewolników przez ich właścicieli.